# 가톨릭 프라하 대교구

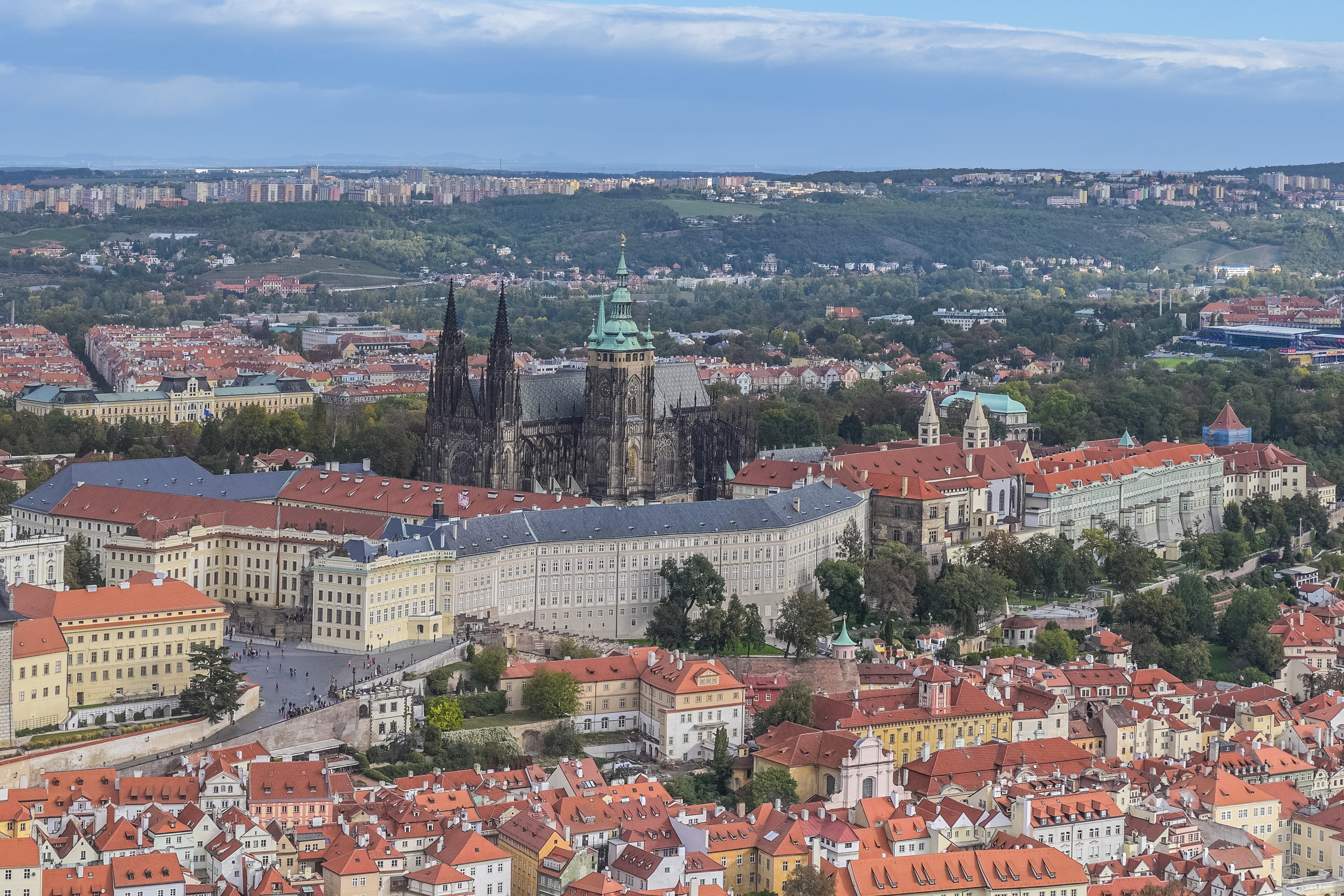

프라하 대교구(라틴어: Archidioecesis Pragensis)는 체코 공화국 프라하에 있는 로마 가톨릭교회 대교구이다. 973년 프라하 교구가 설정된 것이 시초이다. 1344년 4월 30일 대교구로 승격되었다. 주교좌 성당은 성 비투스 대성당이다.